# 覆毛羊角蟹
覆毛羊角蟹（学名：Criocarcinus superciliosus）为蜘蛛蟹科羊角蟹属的动物。分布于日本、新喀里多尼亚、安达曼海以及中国大陆的西沙群岛等地，生活环境为海水，主要生活于浅滩珊瑚礁中。